# Szigetközi Tájvédelmi Körzet
A Szigetköz sajátos vízrendszere, tipikus növény- és állatvilága megőrzése érdekében alapították meg 1987-ben a Szigetközi Tájvédelmi Körzetet.

## Területi elhelyezkedése
Területe 9157 hektár, a Szigetköz területének mintegy 20%-a, amelyből fokozottan védett 1325 hektár. A tájvédelmi körzet két nagyobb és több kisebb, mozaikosan elhelyezkedő egységből áll. Ezek részletezve: a Duna hullámtere Dunaszigettől (Sérfenyőszigettől) a medvei közúti hídig védett, a Mosoni-Duna és a mellette fekvő erdők Rajkától Kunszigetig védettek. Mozaikterületek találhatók Dunakiliti, Feketeerdő, Halászi, Dunasziget, Lipót, Dunaszeg községek területén.

## A tájvédelmi körzet növényvilága

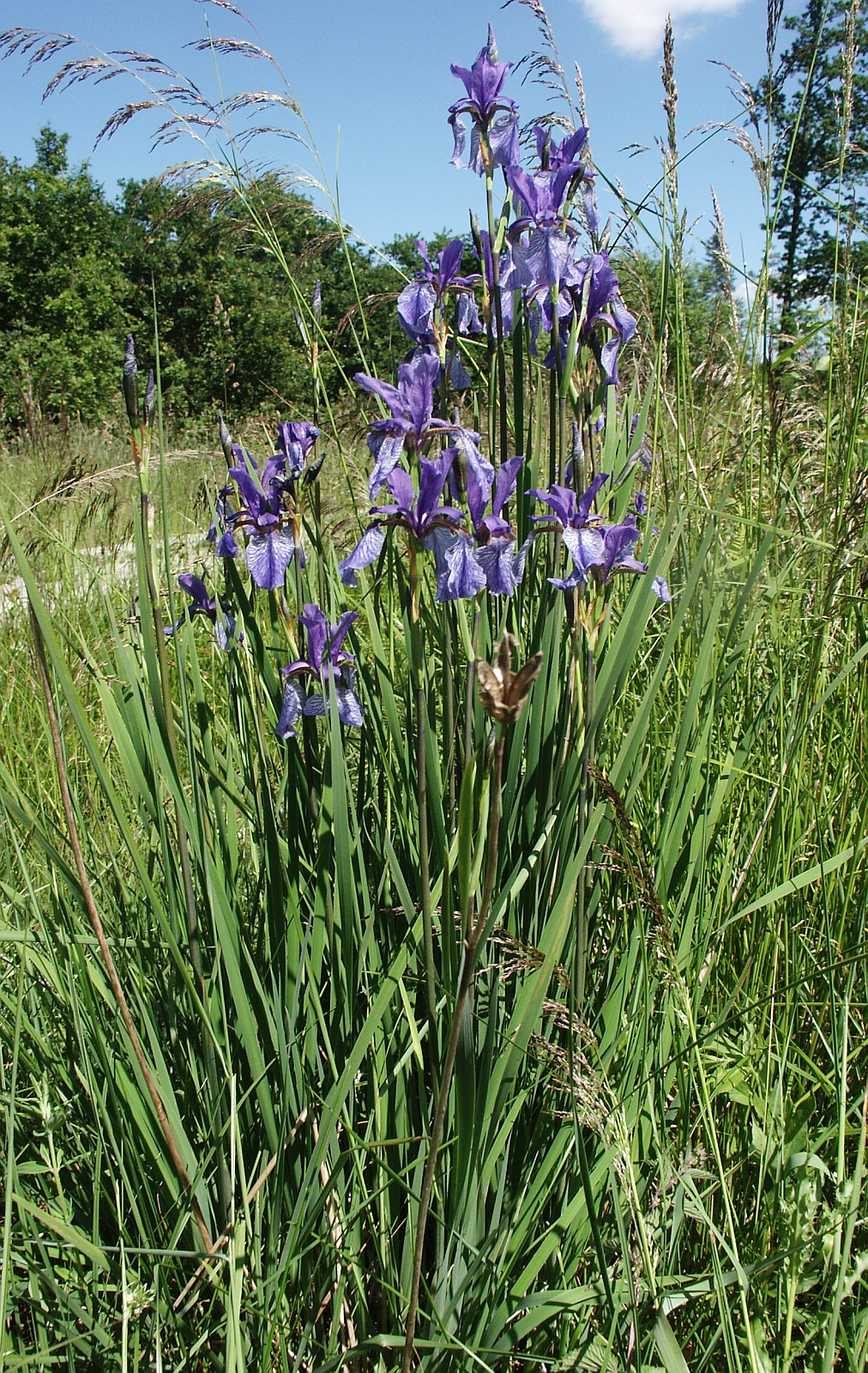
Szibériai nőszirom

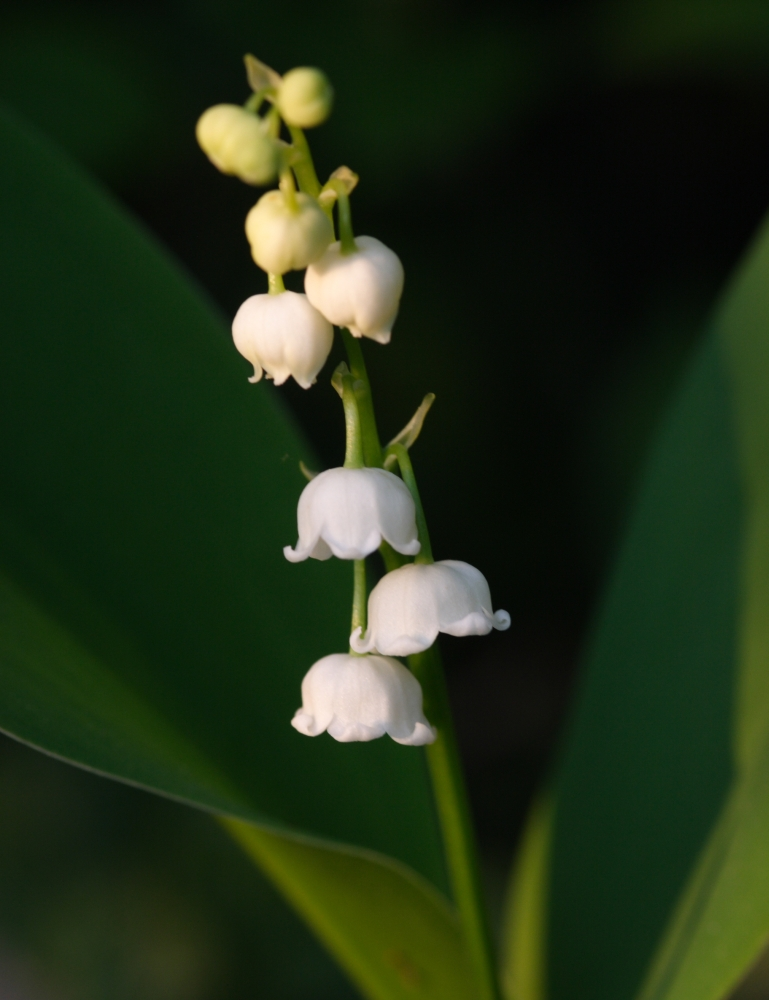
Gyöngyvirág

A lassúbb vizeiben és morotvákban, amelyek levágott Duna-ágak, lebegő és gyökerező hínártársulások élnek (Lemnetalia, Hydrocharietalia és Potamogetonetalia). A sekélyebb vizekben és a partok mentén nádas és magassásos társulások találhatók. A Duna szigetein található, időszakosan kiszáradó tavacskák, feltöltődő mellékágak mindamellett, hogy jelentős vízimadár költő- és táplálkozóhelyek, különböző fajokban gazdag vízinövény-társulások menedékhelyei is. A hullámtérben kialakuló zátonyokon elsőnek a törpekáka iszaptársulás és ártéri gyomtársulások (Nanocyperion, Polygogn-Chenopodion) vetik meg lábukat. A terület további töltődésével a magasabb szinteken ezeket követik a bokorfüzesek, főleg a csigolya- és mandulalevelű fűz (Salix purpurea, S. triandra). A gyepszinten sok helyen tömeges a védett nyári tőzike (Leucojum aestivum). A bokorfüzesek feletti szintet a fűz-nyár ligeterdők alkotják. Fő fajai a fehér- és törékeny fűz (Salix alba, S. fragilis), a fehér- és fekete nyár (Populus alba, P. nigra), a mézgás éger (Alnus glutinosa), a vénic-szil (Ulmus laevis), és a májusfa (Prunus padus). Megtalálható itt a ligeti szőlő (Vitis vinifera), a tavaszi csillagvirág (Scilla vindobonensis). A magasabb térszíneket valaha tölgy-kőris-szil ligeterdő uralta. Ma ezek a Mosoni-Duna mentén találhatók meg. A leggazdagabb növénytársulást alkotják: kocsányos tölgy (Quercus robur), mogyoró (Corylus avellana), gyöngyvirág (Convallaria majalis), erdei ibolya (Viola sylvestris). Néhány dombvidéki faj is fellelhető: fehér sás (Carex alba), bogláros szellőrózsa (Anemone ranunculoides) és a tüzes liliom (tűzliliom, Lilium bulbiferum). Ezekben az erdőkben él két ritka kosborféle is. A légy- és méhbangó (Ophrys insectifera, O. apifera) fokozottan védettek. Elszórtan találhatók gyertyános-kocsányos tölgy erdők (Querco robori-Carpinetum), valamint fűz- és égerlápok (Dryopteridi-Alnetum) is. A szigetközi gyepek zöme mocsárrét (Alopecuterum pratense). Értékes növényeik a kosborokon kívül a kornistárnics (Gentiana pneumonanthe), a szibériai nőszirom (Iris sibirica), a keskenylevelű gyapjúsás (Eriphorum angustifolium).

## A tájvédelmi körzet állatvilága

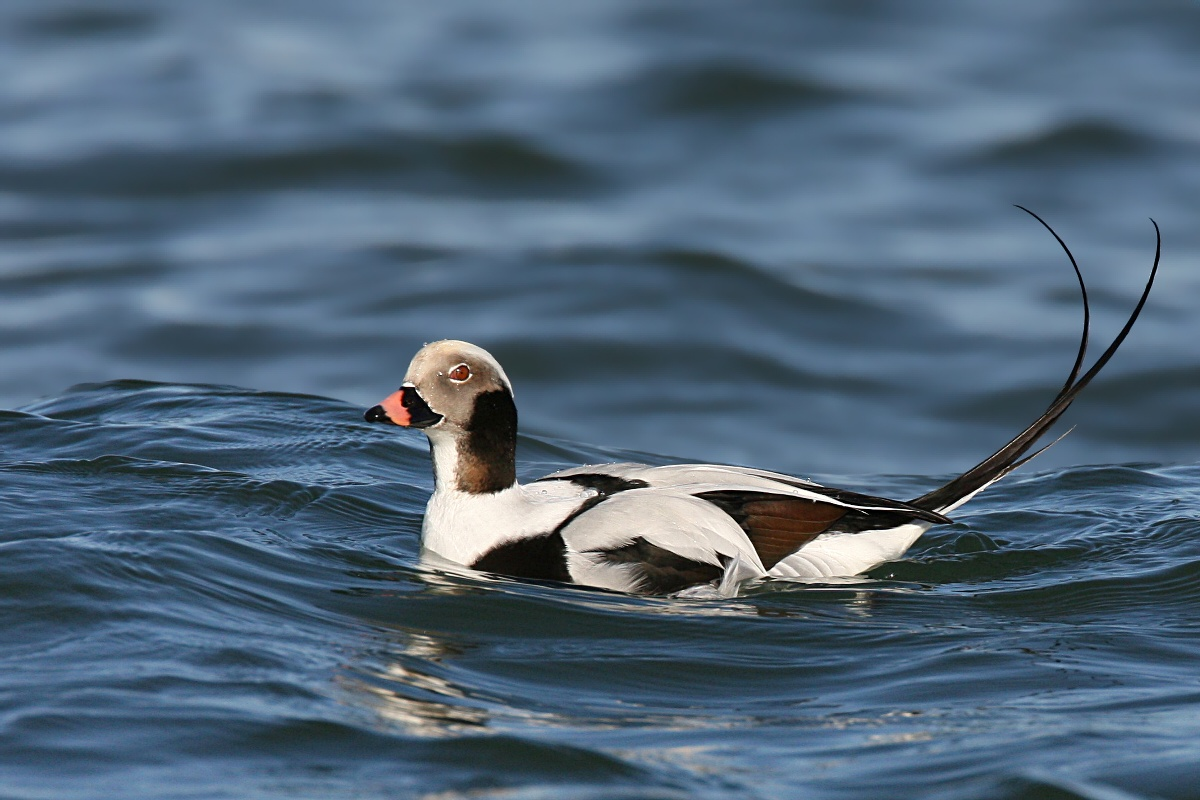
Jegesréce

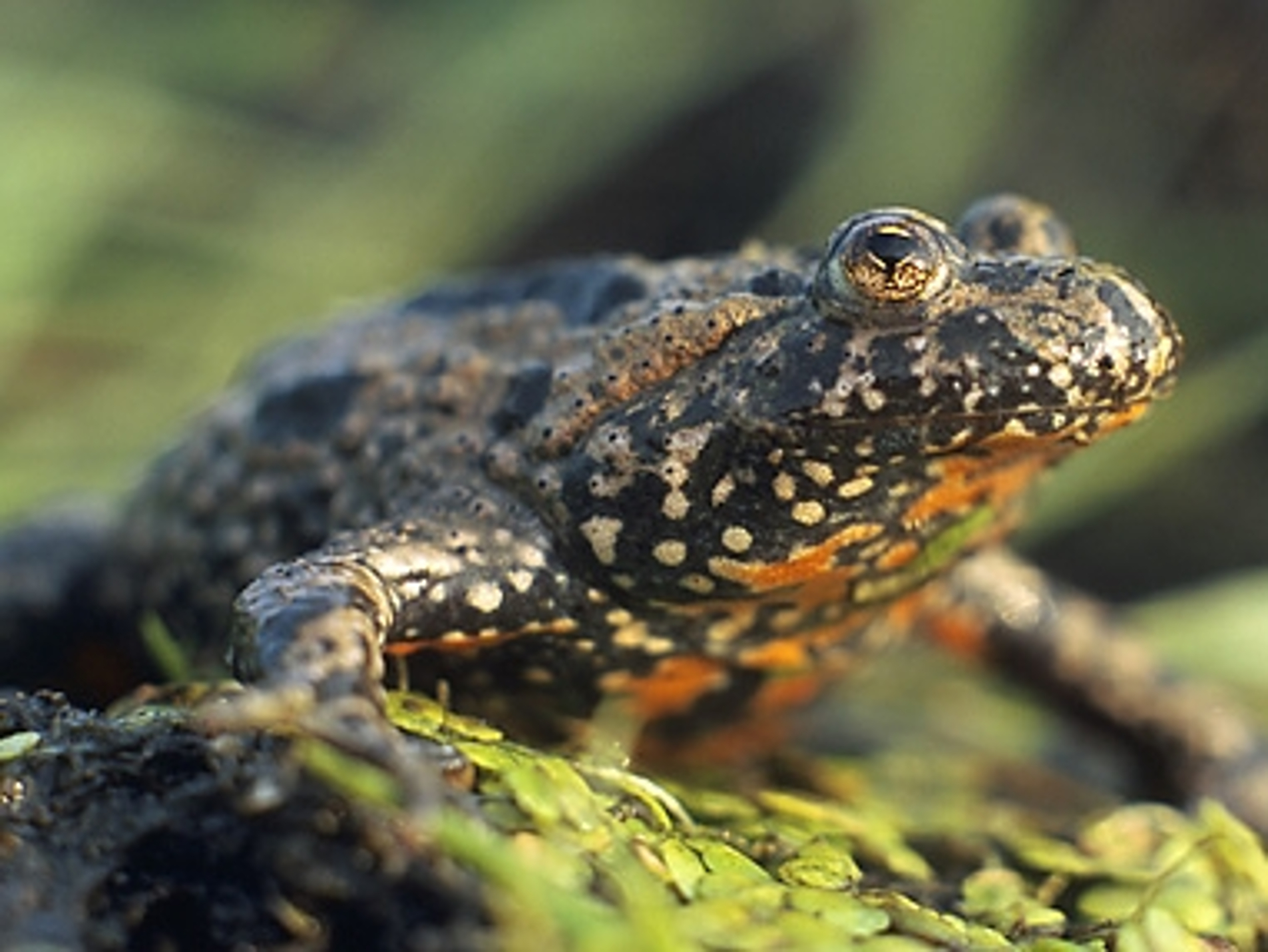
Vöröshasú unka

A Szigetköz állatvilágának legjellegzetesebb képviselői a vízi életközösségben előforduló fajok. Halfaunájában megtalálható a hazai fajok mintegy 80%-a. Az eredetileg tiszta hegyi patakokban élő sebes pisztráng (Salmo trutta fario) éppúgy, mint a mocsarak, lápok védett fajai: a réti csík (Misgurnus fossilis), a lápi póc (Umbra krameri) vagy egyéb, édesvízi halak: a márna (Barbus barbus), az európai harcsa (Silurus glanis), a kecsege (Acipenser ruthenus) és a compó (Tinca tinca). A kétéltűeknek csaknem valamennyi hazai faja megfigyelhető itt. Közülük gyakori a kecskebéka (Rana esculenta), a mocsári béka (Rana arvalis), vöröshasú unka (Bombina bombina) és a levelibéka (Hyla arborea). A hüllők kisebb számban élnek, ám jellegzetes képviselőjük a vízisikló gyakori. A madárfajok száma 230-ra tehető. Nagyobb telepeiken szürke gémek (Ardea cinerea) és bakcsók (Nycticorax nycticorax) költenek. A fokozottan védett fajok közül a barna kánya (Milvus migrans), a hamvas rétihéja (Circus pygargus), a fekete gólya (Ciconia nigra) fészkel. Megfigyelhetők azonban a kanalasgém (Platalea leucorodia), a halászsas (Pandion haliaëtus) és a rétisas (Haliaeetus albicilla) is. Különösen télen figyelhetők meg a nagy csapatokban úszkáló réce félék képviselői: a hegyi réce (Aythya marila), a jegesréce (Clangula hyemallis), a füstös-  és fekete réce (Melanitta fusca, M. nigra). A védett emlősállatok közül gyakori a hermelin (Mustella erminea), a nyuszt (Martes martes) és a denevérek több faja. Újabban, alkalmanként egy-egy hód (Castor fiber) is felbukkan a Duna szigetein. A nagyvadak közül gyakori az őz, a szarvas, illetve a vaddisznó.

## A tájvédelmi körzet igazgatása
A Szigetközi tájvédelmi Körzet jelenleg a Fertő–Hanság Nemzeti Park igazgatása alá tartozik. Központja Lipót község külterületén, Gombócoson található .
Tervek, tanulmányok készültek a Szigetközi Nemzeti Park esetleges létrehozására. Ez a mai tájvédelmi körzet területéből állna.